# Óscar Puente Santiago
Óscar Puente Santiago   (Valladolid, 15 de novembre de 1968) és un advocat i polític espanyol del Partit Socialista Obrer Espanyol (PSOE), que va ser alcalde de Valladolid entre 2015 i 2023. És l'actual ministre de Transports i Mobilitat Urbana del govern d'Espanya, càrrec en el qual va succeir Raquel Sánchez Jiménez.